# Pleuridium subnervosum
Pleuridium subnervosum är en bladmossart som beskrevs av Georg Friedrich von Jaeger och Jean Édouard Gabriel Narcisse Paris 1898. Pleuridium subnervosum ingår i släktet sylmossor, och familjen Ditrichaceae. Inga underarter finns listade i Catalogue of Life.